# 建滔集團
建滔集團有限公司（英語：Kingboard Holdings Limited，港交所：148），前身為「建滔化工集團」，是一家在香港交易所上市、主要從事化工產品相關業務的香港投資控股公司。建滔集團是另一家上市公司建滔積層板（港交所：1888）的控股公司。

## 公司資料
公司在開曼群島註冊，主席為張國榮先生，董事總經理為鄭永耀先生。張先生為董事何建芬女士之舅父；董事張廣軍先生之堂兄；而董事鄭永耀先生及董事何燕生先生則為其妹夫及董事張家成先生之父親。
建滔集團於1993年10月8日在香港聯合交易所上市，現時法定股本為20億股，截至2022年12月已發行1,108,791,736股。
主要股東
- Hallgain Management Limited (“Hallgain”) （持有40.24%）
- FMR LLC Investment manager （持有9.97%）
- Fidelity Puritan Trust Investment manager （持有7.99%）

## 董事會
執行董事
- 張國榮先生（主席），0.4803%
- 鄭永耀先生（董事總經理），0.8607%
- 張廣軍先生，0.4633%
- 何燕生先生，0.0618%
- 張家成先生，0.0871%
- 何建芬女士
- 陳茂盛先生

獨立非執行董事
- 張明敏先生，0.0032%
- 莊堅琪醫生，0.0090%
- 陳永棋先生，0.0257%
- 鍾偉昌先生

## 財務狀況
| 財政年度 | 股東應佔溢利 （億港元） | 每股基本溢利 （港元） | 每股溢利增長 (%) | 每股股息 （港元） | 經營業務所得現金 （億港元） |
| -------- | ----------------------- | --------------------- | ---------------- | ----------------- | --------------------------- |
| 2021     | 107.78                  | 9.73                  | 128.40           | 3.00              | 123.71                      |
| 2020     | 47.03                   | 4.26                  | 49.47            | 2.28              | 110.83                      |
| 2019     | 30.94                   | 2.85                  | -49.91           | 1.38              | 87.21                       |
| 2018     | 60.76                   | 5.69                  | 6.16             | 1.80              | 52.65                       |
| 2017     | 55.93                   | 5.36                  | 9.61             | 1.60              | 14.77                       |
| 2016     | 50.27                   | 4.89                  | 203.73           | 1.30              | 121.78                      |
| 2015     | 16.50                   | 1.61                  | -34.82           | 0.50              | 31.26                       |
| 2014     | 25.37                   | 2.47                  | -14.53           | 0.50              | 25.16                       |
| 2013     | 29.61                   | 2.89                  | 17.96            | 0.50              | 4.95                        |
| 2012     | 20.97                   | 2.45                  | -19.41           | 0.52              | 26.58                       |
| 2011     | 25.94                   | 3.04                  | -28.97           | 0.65              | 24.56                       |
| 2010     | 36.21                   | 4.28                  | 50.70            | 1.10              | 24.84                       |
| 2009     | 23.96                   | 2.84                  | 39.90            | 0.75              | 15.05                       |
| 2008     | 17.06                   | 2.03                  | -35.35           | 0.70              | 41.98                       |
| 2007     | 26.19                   | 3.14                  | 13.77            | 1.62              | 44.71                       |
| 2006     | 21.87                   | 2.76                  | 44.50            | 1.20              | 30.88                       |
| 2005     | 14.36                   | 1.91                  | —                | 0.40              | 19.10                       |

## 業務及經歷
建滔集團主要業務是製造覆銅面板、銅箔、玻璃纖維布、玻璃紗、漂白木漿紙、印刷線路板及化學品、房地产。
- 1988年，張國榮先生、陳永錕先生及其他創辦人於深圳蓮塘設立了第一間紙覆銅面板廠。
- 1991年，于深圳龍華成立第二間紙覆銅面板廠。
- 1992年，與兩個國營單位在上海成立了一所生產紙覆銅面板的合資企業。
- 1993年，建滔化工集團于十月成功在香港交易所上市，將蓮塘的生產設施移至深圳水田，在广东省清远佛岡興建銅箔廠。
- 1994年，與日立化工亞太有限公司之附屬公司日立化工有限公司於江苏省昆山成立一間合資紙覆銅面板廠。
- 1999年12月16日，成功分拆銅箔業務，建滔銅箔集團有限公司於新加坡證券交易所上市。
- 2002年，于一月透過收購科惠線路有限公司 57% 權益，將業務向下游擴展至生產印刷線路板。
- 2004年，成功收購依利安達國際集團，於河北省的焦炭及甲醇廠開始試產；于連州的銅箔廠開始投產；連續五年獲福布斯雜誌選為全球二百家最佳小型企業之一；于連州的玻璃纖維布廠正式投產；於太倉設立的木漿漂白紙廠正式投產；增持33%科惠線路有限公司的權益至90%；於廣東佛岡新開的環氧玻璃布及紙覆銅面板廠正式投產；獲納入摩根士丹利資本國際環球指數成分股；于山东省高密收購一間月產能6,000噸的雙氧水廠。
- 2005年，全資擁有香港上市之依利安達國際集團有限公司（“依利安達”）及擁有新加坡上市之依利安達國際有限公司70%的權益，依利安達仍然在香港聯合交易所有限公司維持上市公司地位編號(1151)。
- 2006年，與中國海洋石油化工合資的甲醇廠運作，同年分拆建滔積層板。
- 2010年，原計劃分拆河北煤化工上市，但因市況不佳而取消有關計劃。
- 2012年3月7日以12.788億元向會德豐購入沙田石門匯達大廈。物業24層高，總樓面積約34.9萬方呎，以成交價計算，呎價3664元
- 2013年9月4日俊和發展和建滔化工合組的財團創金發展有限公司以27.1億元，每方呎樓面地價僅8382元，奪得沙田九肚56A區579號，地盤地盤面積約為354,136 平方呎，指定作私人住宅用途，最低及最高的樓面面積分別約19.3萬平方呎及32萬平方呎 建滔化工或有關人士，且暫佔項目九成權益。
- 2017年5月31日建滔化工集團斥資4.325億港元，增持國泰航空3,782.6萬股，持股量增至2.96375億股，相當於已發行總股本約7.53%，總代價約為33.51億港元。
- 2017年11月6日建滔化工以及旗下建滔積層板和建滔投資，以每股13.62港元，總代價約51.62億港元，向卡塔爾航空出售合共3.78億股國泰航空股份，佔已發行股本約9.61%
- 2017年12月15日建滔化工以4億英鎊(約42.2億港元)向KPMG CW Properties Limited，購入倫敦金絲雀碼頭15 Canada Square，樓高14層，提供43萬方呎的甲級寫字樓空間
- 2019年1月9日建滔化工斥資9.1億港元向大股東張國榮收購灣仔告士打道160號海外信託銀行大廈9樓、10樓、11樓、12A樓、14樓，以及1201至1205室涉及總樓面面積約4.41萬平方呎，每平方呎平均成本價約20647元，建滔現時持有該物業5樓、6樓、7樓、23樓部分樓面、26樓及27樓。

## 外部連線
- 建滔化工集團網站 （页面存档备份，存于）

1. ↑   (PDF).   [2024-04-03]. （原始内容存档 (PDF)于2024-04-01）.